# モデルアイゼンバーンクラブ
モデルアイゼンバーンクラブは、日本におけるヨーロッパ型鉄道模型に特化したクラブである。

## 概要
創立は1992年5月30日。創立者の理念により日本におけるヨーロッパ鉄道模型をジオラマの中で走らせることを目的に会員と13年以上にわたりジオラマレイアウトを作り続けている。
1994年から2004年まで秋葉原にあった、交通博物館（現：大宮に移転「鉄道博物館」の前身）で毎年夏7月～8月にかけて、ヨーロッパHOゲージ鉄道模型運転会を開催し、広く一般大衆にヨーロッパ諸国の鉄道車両を実物の1/87の大きさのいわゆる「HOゲージ」鉄道模型車両を走らせて解説をしながらヨーロッパ鉄道旅行の普及に広く貢献した。